# Hyparrhenia pilosa
Hyparrhenia pilosa är en gräsart som beskrevs av Mazade. Hyparrhenia pilosa ingår i släktet Hyparrhenia och familjen gräs. Inga underarter finns listade i Catalogue of Life.